# Gidleigh Castle
Gidleigh Castle er en borg i landsbyen Gidleigh på kanten af Dartmoor omkring 3 km nordvest fra byen Chagford, Devon.
Det var en ombygget herregård bygget af William de Prouz omkring 1324. I dag er kun borgtårnet bevaret som en ruin i to etager. Ruinen er fredet.